# Néstoras Télloglou
Néstoras Télloglou (grec moderne : Νέστορας Τέλλογλου ; ? - 1972) est un homme d'affaires, collectionneur d'art et philanthrope grec.

## Biographie
Néstoras Télloglou naît dans la ville de Smyrne, dans la région d'Asie Mineure, et est issu d'une famille grecque aisée, qui, à la suite de la catastrophe d'Asie mineure, s'installe à Thessalonique. Il suit des études en Suisse, puis se lance dans le monde des affaires dans la ville de Thessalonique. En 1953, il épouse Alíki Orologá, par la suite connue sous le nom de Télloglou.
Au cours des années suivantes et jusqu'à la fin de sa vie, il constitue avec son épouse une importante collection d'art, comprenant des peintures, des objets datant de l'époque hellénistique et romaine, des œuvres d'art de petite taille, des objets d'art folklorique et traditionnel provenant de différentes parties du monde, etc. Par la suite, le couple fait don de cette collection, ainsi que de sommes d'argent considérables, à l'Université Aristote de Thessalonique, qui procede en 1972 à la création de la Fondation d'art « Tellóglion ». Il meurt au cours de l'été de la même année.
Pour sa contribution, il est honoré en tant que donateur envers l'université Aristote de Thessalonique, tandis que le dème de Thessalonique nomme une rue en son nom.